# Công khai xu hướng tính dục
Công khai tính dục (coming out of the closet, thường được nói ngắn gọn là coming out), là một cụm ẩn dụ cho việc người thuộc cộng đồng LGBT tự tiết lộ về xu hướng tính dục hoặc bản dạng giới của họ.
Việc công khai tính dục đã được đóng khung và bàn luận như một vấn đề riêng tư, và được miêu tả và cảm nhận theo nhiều cách khác nhau: một quá trình hoặc hành trình tâm lý học; một sự quyết định hoặc mạo hiểm; một chiến thuật hoặc kế hoạch; một sự kiện đông người hoặc công khai; một hành động diễn thuyết và một vấn đề về danh tính cá nhân, một nghi thức công nhận; một sự giải phóng hoặc tự do khỏi sự áp bức; một thử thách; một cách thức hướng tới niềm tự hào đồng tính thay vì sự hổ thẹn hoặc kỳ thị xã hội; hoặc thậm chí một sự mạo hiểm đối với sự nghiệp. Tác giả Steven Seidman đã viết rằng: "Sự giấu kín xu hướng tính dục có sức mạnh thay đổi cốt lõi cuộc đời của một con người. Chính điều đó đã khiến cho đồng tính luyến ái trở thành một vấn đề nổi cộm về cá nhân, xã hội và chính trị tại nước Mỹ thế kỷ XX."
Cụm coming out of the closet là nguồn gốc của nhiều cụm từ lóng trong cộng đồng LGBT liên quan đến việc tồn tại hay thiếu đi sự công khai tự nguyện. Những người thuộc cộng đồng LGBT đã công khai hoặc không còn che giấu xu hướng tính dục hay bản dạng giới của họ được gọi là out, hay còn gọi là LGBT một cách công khai. Ngược lại với đó là những người LGBT chưa tiết lộ hoặc đã lựa chọn là sẽ không tiết lộ, được gắn nhãn là closeted hoặc being in the closet (ở trong tủ). Outing là hành động công khai xu hướng tính dục hoặc bản dạng giới của một người LGBT một cách cố ý hoặc vô tình mà không có sự đồng thuận của họ. Mở rộng ra, outing oneself ("outing" bản thân) là hành động tự công khai. Glass closet (tủ kính) nghĩa là việc một nhân vật của công chúng là người LGBT, việc vốn được coi là một bí mật, nhưng lại thường được biết đến rộng rãi và là một sự thật được chấp nhận phổ biến mặc dù người đó có thể chưa công khai một cách chính thức.

## Lịch sử

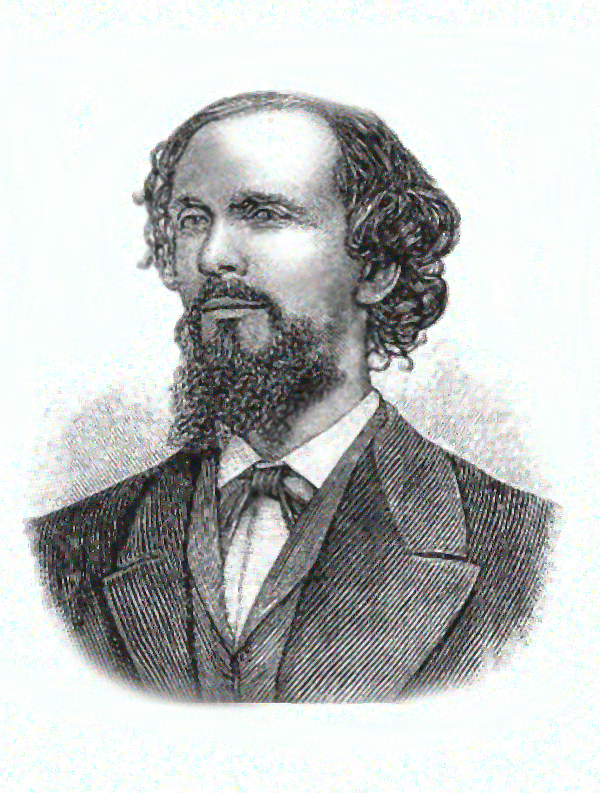
Thế kỷ thứ XIX, nhà đấu tranh cho quyền lợi của người đồng tính người Đức Karl Heinrich Ulrichs đã giới thiệu về ý tưởng của việc công khai bản thân như một phương thức để giải phóng.

Năm 1869, một trăm năm trước chuỗi bạo loạn Stonewall, nhà đấu tranh cho quyền lợi của người đồng tính người Đức Karl Heinrich Ulrichs đã giới thiệu về ý tưởng của việc công khai bản thân như một phương thức để giải phóng. Ông khẳng định rằng sự ẩn danh là một vật cản chính ngăn trở việc thay đổi cách nhìn của công chúng, và từ đó thúc giục những người đồng tính công khai những thu hút đồng giới của họ. Trong một cuộc phỏng vấn, Robert Beachy nói rằng: "Tôi thấy hợp lý khi coi Ulrichs là người đồng tính đầu tiên tự công khai."
Trong công trình năm 1906 của mình, Das Sexualleben unserer Zeit in seinen Beziehungen zur modernen Kultur (Đời sống tình dục trong thời đại của chúng ta trong mối tương quan với nền văn minh hiện đại), Iwan Block, một bác sĩ người Đức lai Do Thái, đã van nài những người đồng tính cao tuổi công khai bản thân với gia đình và những người thân quen. Năm 1914, [[Magnus Hirschfield đã nghiên cứu lại chủ đề này trong công trình trọng điểm của ông: Đồng tính luyến ái ở đàn ông và phụ nữ, bàn về những tiềm năng mang tính xã hội và pháp lý của việc hàng ngàn người đàn ông và phụ nữ đồng tính có địa vị đã công khai xu hướng tính dục của bản thân với cảnh sát để tạo ảnh hưởng tới các nhà lập pháp và quan điểm công chúng.
Nhân vật nổi bật đầu tiên ở Mỹ đã công khai xu hướng đồng tính luyến ái của bản thân là nhà thơ Robert Duncan. Năm 1944, ông đã sử dụng tên của chính mình trong tờ tạp chí vô chính phủ Chính trị để viết rằng người đồng tính là một cộng đồng thiểu số bị áp bức. Tổ chức Mattachine Society, vốn được giữ bí mật một cách có chủ đích, thành lập bởi Harry Hay và những cựu chiến binh trong chiến dịch tranh cử Tổng thống của Wallace ở Los Angeles năm 1950, đã công khai với công chúng sau khi Hal Call đứng lên quản lý tổ chức này, và cùng với đó là rất nhiều người đồng tính đã công khai tính dục.
Năm 1951, Donald Webster Cory đã xuất bản Người đồng tính ở nước Mỹ, nhấn mạnh rằng, "Xã hội đã đưa tôi một cái mặt nạ và bắt tôi phải đeo lên... Dù tôi đi đến bất cứ đâu, ở bất cứ thời điểm nào hay trước bất kì một thành phần nào của xã hội, tôi đều phải giả vờ." Cory chỉ là một bút danh, nhưng những mô tả chân thật và chủ quan một cách cởi mở của ông đã đóng vai trò khuyến khích cho sự nhận thức về bản thân ngày càng tăng cao của những người đồng tính, cũng như phong trào của người đồng tính mới trỗi dậy.
Những năm 1960, Frank Kameny tiến lên hàng ngũ đầu của cuộc đấu tranh. Sau khi bị sa thải khỏi vị trí một nhà thiên văn học cho AMS (Army Map Service) vào năm 1957 vì những hành vi đồng tính, Kameny không chấp nhận giữ im lặng. Ông đấu tranh một cách công khai chống lại việc bản thân bị sa thải, và cuối cùng đã kháng cáo lên đến tận Tòa án Tối cao của nước Mỹ. Kameny, một lá cờ đầu trong phong trào đang ngày càng phát triển, đã đưa ra những lý lẽ để ủng hộ những hành động công khai táo bạo. Mấu chốt của lời buộc tội ấy là, "chúng ta phải truyền cho cộng đồng đồng tính một cảm giác về giá trị của bản thân mỗi cá nhân người đồng tính", điều chỉ có thể đạt được qua những chiến dịch được dẫn dắt công khai bởi chính người đồng tính. Với sự lan tỏa của sự tăng vọt về nhận thức cuối những năm 1960, việc công khai tính dục đã trở thành chìa khóa cho chiến thuật giải phóng người đồng tính trong việc nâng cao nhận thức chính trị để chống lại sự phân biệt giới giữa người dị tính và sự kì thị người đồng tính. Ngay trong thời gian đó và còn tiếp tục đến những năm 1980, những nhóm thảo luận hỗ trợ xã hội cho người đồng tính nam và nữ, còn được gọi là "nhóm công khai tính dục", tập trung vào việc chia sẻ những "câu chuyện" (trải nghiệm) về việc công khai tính dục với mục tiêu giảm thiểu cảm giác bị cô lập và tăng cường sự hiện diện và tự hào của người đồng tính.